# Bruul (Mechelen)

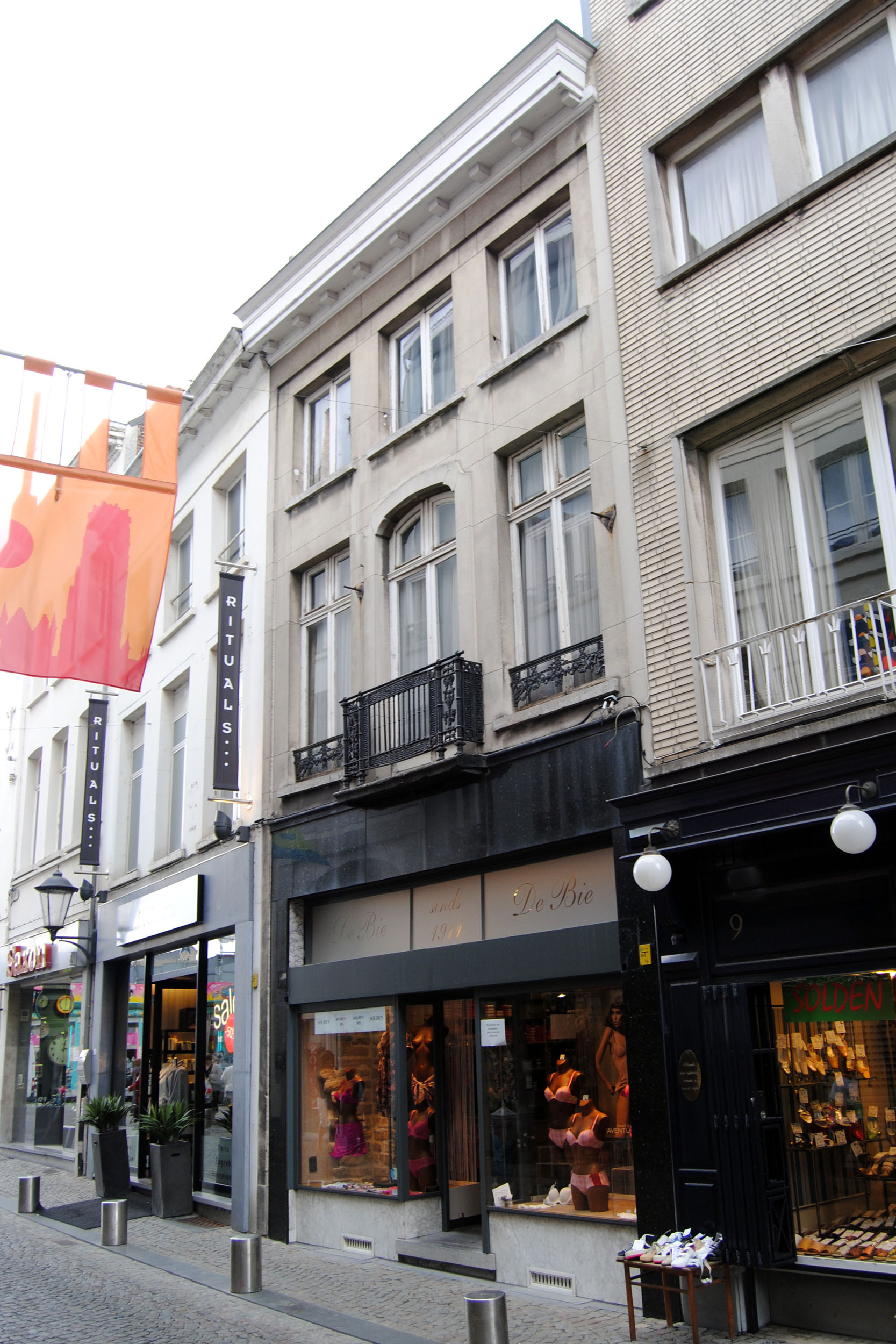
Winkels in de Bruul

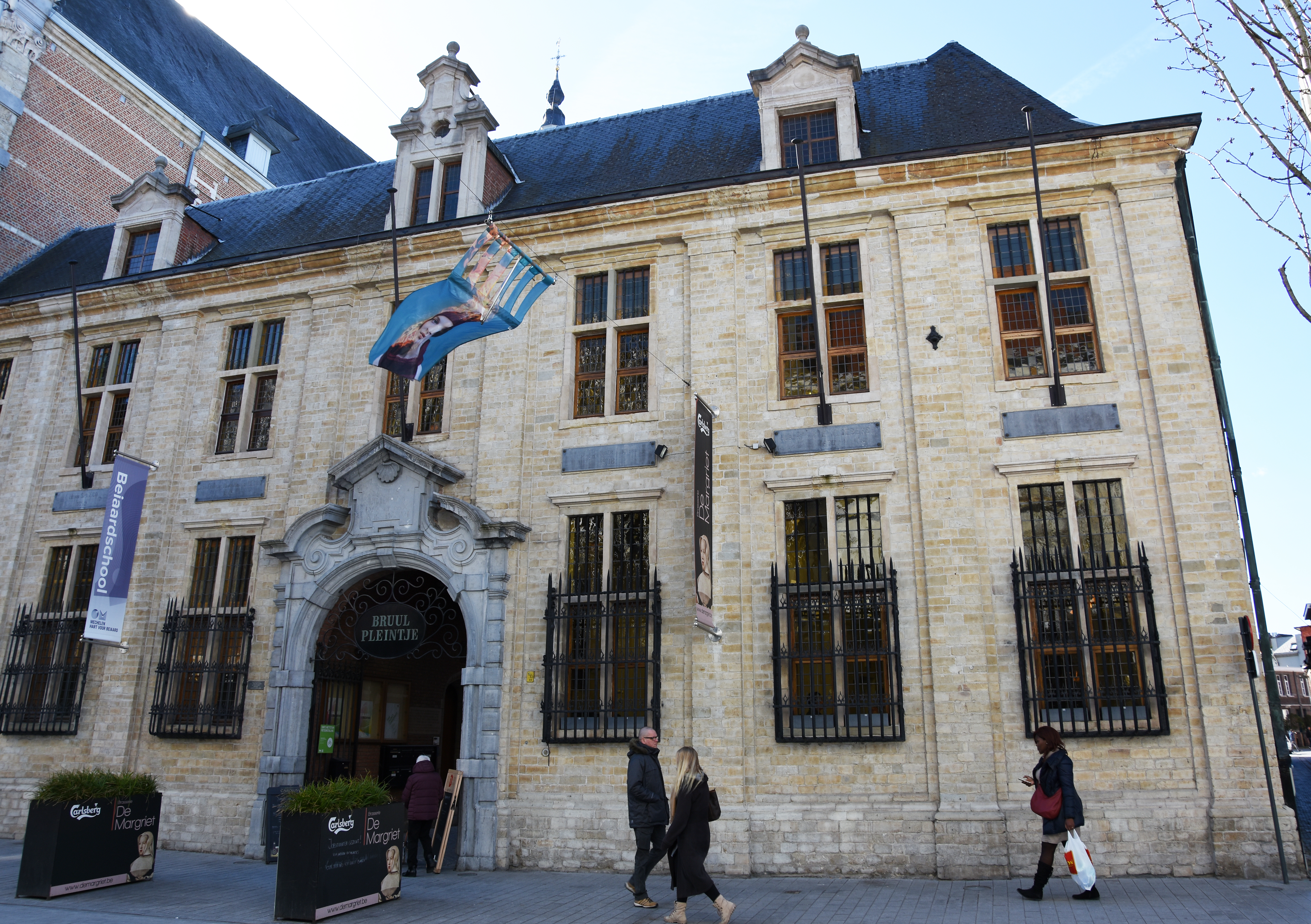
Koninklijke Beiaardschool Jef Denyn

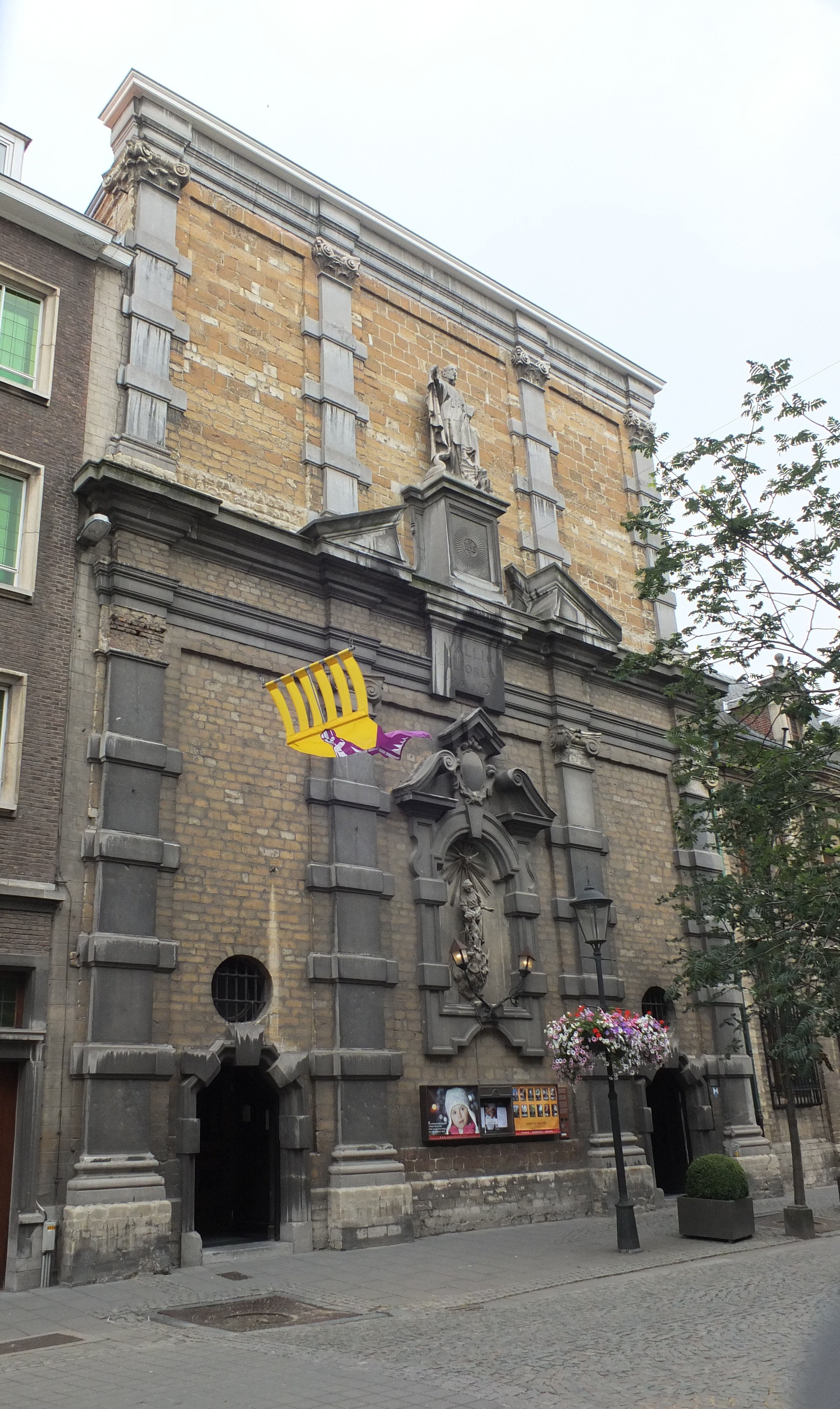
Onze-Lieve-Vrouw van Leliëndaal

De Bruul is een winkelstraat in de Belgische stad Mechelen. De straat verbindt de Dijle met de Grote Markt en loopt min of meer van noord naar zuid. In het zuiden loopt ze via de Fonteinbrug over in de Vijfhoek, de Graaf van Egmontstraat en de Hendrik Consciencestraat.

## Naam
Het woord bruul is niet typisch Mechels en verwijst naar een laag, moerassig gebied. De weg heette vroeger ook "Nieuwe Bruul"; de "Oude Bruul" was de huidige Désiré Boucherystraat, net ten oosten daarvan. In een rekening uit 1220 werd al het toponiem Bruul gebruikt. De Bruul tussen de Grote Markt en de Botermarkt is relatief smal en wordt ook wel "Korte Bruul" genoemd (of ook "Voorbruul" - 16e eeuw).

## Geschiedenis
Al in 1432 was de Bruul bestraat met kasseien. De Korte Bruul was van oudsher een handelsstraat. Ook aan het andere eind van de Bruul, nabij de Dijle en de Vijfhoek, was er een concentratie aan handelaars. Tot na 1800 was het langste deel van de straat hiertussen echter een residentiële buurt met veel patriciërswoningen. In de jaren 1774-1775 werden veel huizen in de straat van een nieuwe, stenen gevel voorzien. Voordien waren er nog talrijke huizen met houten gevels. De Mechelse historici E. Neeffs en A. Reydams hebben in een getuigenis over de herkomst van de tekening De ontvoering van Ganymedes verwezen naar de Bruul. Jan Lucas Faydherbe, de zoon van de befaamde beeldhouwer Lucas Faydherbe liet er in 1696 een woning herbouwen. Toen hij in 1704 het beeld van Ganymedes met den arend door Duquesnoy op het einde van de lusttuin plaatste, brak de stelling. Hij wilde de val van het beeld verhinderen maar kreeg het op zich en stierf nadien aan de verwondingen.
Nadat de Mechelse vesten werden ontmanteld en de stationswijk was aangelegd, werd de Bruul een belangrijke verbindingsas tussen het centrum van de stad en het station. Het vlietje dat de Bruul kruiste werd in 1860  overwelfd en de brug over dit vlietje, de Orgelpijpbrug, werd afgebroken. Het aantal handelszaken nam sterk toe, en er verschenen ook warenhuizen en bioscoopzalen. Door de ouderdom van de straat staan er veel historisch waardevolle gebouwen. Van veel van deze gebouwen is echter nog enkel de gevel historisch, en de rest van het gebouw ondertussen gerenoveerd. 
De Bruul is autovrij gemaakt. De straat werd in 2014 opnieuw aangelegd.

## Historische gebouwen
Prominent aanwezig in de straat zijn de kerk Onze-Lieve-Vrouw van Leliëndaal, de Commanderij van Pitzemburg en de Koninklijke Beiaardschool Jef Denyn.
Andere opmerkelijke gebouwen in de straat waren of zijn:
- Sint-Barbaragodshuis: In 1422 gesticht door het huidevettersgilde ten behoeve van armlastige weduwen van gildeleden. Aan dit gebouw was ook een kapel verbonden. In 1808 werd het godshuis door de Frans bestuur gesloten en de bewoners werden elders ondergebracht. Het complex diende nog als school, stadsmuseum en turnzaal voor het in 1866 werd afgebroken. In de plaats kwam er eerst een café en later een warenhuis: eerst bazaar Tietz (tot 1914) en later de Galeries Anspach (van 1921 tot 1983). (huisnummer 42)
- Rekenkamer voor Vlaanderen: In 1503 verbleef Maximiliaan van Oostenrijk hier. Later werd het gebouw omgevormd tot herenwoning voor de familie Saint Vaast. In de 20e eeuw was hier een bioscoop gevestigd (Pathé, Salle de Paris en Cinex. In 1964 werd de bioscoop afgebroken om plaats te maken voor het warenhuis Innovation. (huisnummers 35-37)
- Huis de Vars: Dit herenhuis hoorde toe aan de familie Wargny d'Oudenhove. In de 20e eeuw waren hier een feestzaal, een dancing en een bioscoop (Rio, Studio) gevestigd. Deze werd in 1964 afgebroken; (huisnummers 47-53)
- Huis van Grobbendonck: In de 18e eeuw behoorde het toe aan de familie Vecquemans de la Verre. In 1834 werd het grondig verbouwd om plaats te bieden aan de Katholieke Universiteit. Toen die in 1836 terug naar Leuven verhuisde, kwam er in de plaats en school en pensionaat voor seminariestudenten. In 1892 werd het een seminarie voor de Witte Paters en in 1901 kwam er een jezuïetenklooster. De aanpalende kerk van Onze-Lieve-Vrouw van Leliëndaal wordt sindsdien in de volksmond "Jezuïetenkerk" genoemd.
- Hof van Gestel: De geschiedenis van dit pand gaat terug tot 1507. Vanaf 1559 werd het ook Zwarten Broek genoemd. In 1788 kreeg het gebouw een nieuwe gevel. (huisnummers 78-86)
- Hof van Grimbergen: Dit pand behoorde tot 1650 toe aan de familie de Berghes. Het bleef tot 1910 in privé-bezit. Toen werd het historisch pand afgebroken en in 1912 werd er een nieuw pand in eclectische stijl gebouwd naar plannen van architect Franz Hemelsoet (1875-1947). Tijdens de Tweede Wereldoorlog verbleef hier de Duitse plaatscommandant. Daarna kwam er een bankkantoor. (huisnummer 96)
- Refuge van de Abdij van Averbode: Dit refugehuis was hier gevestigd van 1559 tot 1794, toen het door de Fransen werd verkocht en werd afgebroken. De toegangspoort bleef bewaard tot 1870. (huisnummers 109-115)